# Cromato de plata
El cromato de plata es un compuesto inorgánico con fórmula Ag2CrO4, de aspecto cristalino y marrón rojizo característico. El compuesto es insoluble en agua y se obtiene por reacción entre un cromato soluble (habitualmente cromato de potasio) y el ion plata, Ag+, proveniente de la disolución del nitrato de plata, AgNO3.  Esta propiedad es utilizada en el análisis químico argentométrico como indicador del punto final de las valoraciones con nitrato de plata (método de Mohr). Igualmente, la reacción anión cromato con el catión Ag(I) se utiliza en neurociencia para teñir neuronas para microscopía (método de Golgi). Además, el compuesto ha sido probado como fotocatalizador para el tratamiento de aguas residuales. Sin embargo, la aplicación práctica y comercial más importante del cromato de plata es su uso en baterías Li-Ag2CrO4, un tipo de batería de litio que se encuentra principalmente en marcapasos artificiales .
Como ocurre con todos los cromatos, que son especies de cromo (VI), el compuesto presenta riesgos de toxicidad, carcinogenicidad y genotoxicidad, así como un gran daño ambiental.

## Preparación
El cromato de plata generalmente se produce mediante la reacción de metátesis salina del cromato de potasio (K2CrO4 ) y nitrato de plata (AgNO3 ) en agua purificada. El cromato de plata, poco soluble en medio acuoso, precipita en el seno de la disolución, ya que la solubilidad del cromato de plata es muy baja ( Ksp = 1,12×10−12  o  6,5×10−5 mol/L) :  
{\displaystyle {\ce {2AgNO3(aq) + K2CrO4(aq) -> 2KNO3(aq) + Ag2CrO4(s)}}}

## Estructura y propiedades

### Estructura cristalina
El compuesto es polimórfico y puede exhibir dos estructuras cristalinas dependiendo de la temperatura: hexagonal a temperaturas más altas y ortorrómbica a temperaturas más bajas. La fase hexagonal se transforma en ortorrómbica al enfriarse por debajo de la temperatura de transición de la estructura cristalina (482 °C). El polimorfo ortorrómbico es el que se encuentra comúnmente.

### Color
El característico color rojo ladrillo / caoba (absorción λmax =450 nm) del cromato de plata es bastante diferente a otros cromatos que suelen ser de color amarillo o anaranjado. 

## Aplicaciones

### Argentometría
La precipitación del cromato de plata, fuertemente coloreado, se utiliza como indicador del punto final en la valoración de cloruro con nitrato de plata por el método de Mohr.

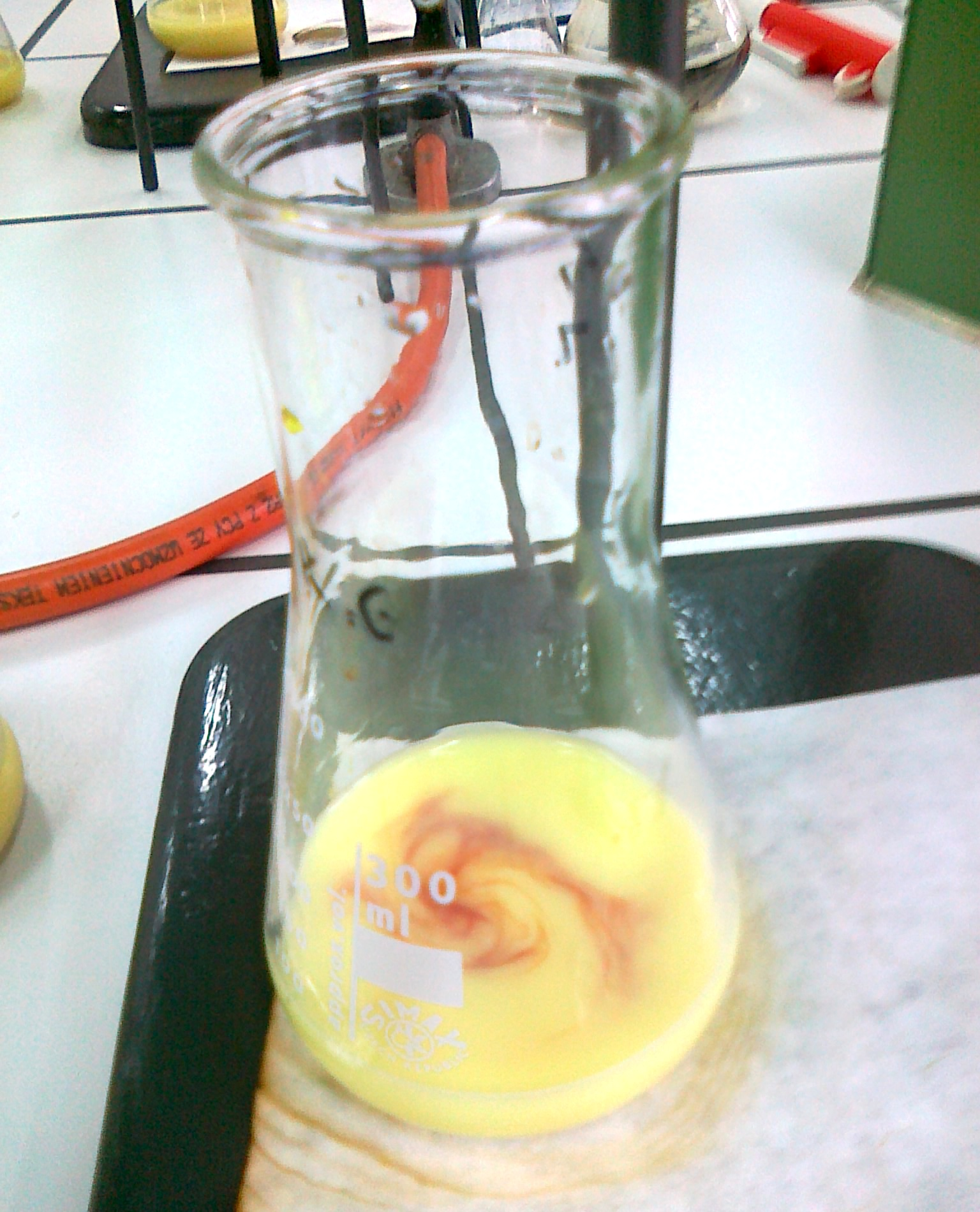
Valoración argentométrica de Mohr cerca del punto final: observe el color rojo ladrillo característico que aparece debido a la formación de cromato de plata.

La solubilidad del cromato de plata es menor que la correspondiente a lo haluros de plata( por ejemplo, cloruros), de modo que en una mezcla de ambos iones primero se formará un precipitado de cloruro de plata :
{\displaystyle {\ce {AgNO3(aq) + Cl- (aq) + CrO4^2- (aq) -> AgCl(s) + CrO4^2- (aq) + NO3- (aq)}}}
Sólo cuando no quede cloruro se formará  el precipitado de cromato de plata, indicando, con su color característico, que la valoración ha terminado. Por lo general, al acercarse al punto final, las adiciones de AgNO3 conducen a una coloración roja que desaparece cada vez más lentamente. Cuando el color rojo-marrón persiste (con algunas manchas grisáceas de cloruro de plata) se alcanza el punto final de la titulación

### Método de Golgi

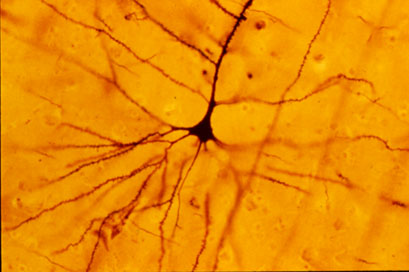
Tinción de célula neuronal con cromato de plata utilizando el método de Golgi (color real)

Una aplicación muy diferente de la misma reacción es la Tinción argéntica de neuronas para que su morfología se haga visible al microscopio. La técnica implica primero impregnar el tejido cerebral, fijado con aldehído, con una solución acuosa de dicromato de potasio al 2%. Después de secado se sumerge en una solución acuosa de nitrato de plata al 2%, formándose cromato de plata. Por algún mecanismo no plenamente conocido, la precipitación ocurre dentro de algunas de las neuronas, lo que permite una observación detallada de ciertos detalles morfológicos difícilmente apreciables mediante las técnicas de tinción habituales. Existen algunas variantes del método desarrolladas para aumentar el contraste o la selectividad en el tipo de neurona teñida, e incluyen impregnación adicional en solución de cloruro de mercurio (Golgi-Cox) o postratamiento con tetróxido de osmio (Cajal o Golgi rápido).
Las observaciones del tejido nervioso, hasta entonces inviables, llevadas a cabo por la técnica de tinción con cromato de plata llevaron a la concesión del Premio Nobel de Fisiología o Medicina de 1906 al descubridor Golgi y pionero de su uso y mejora Ramón y Cajal.

### Fotocatalizador
Se ha investigado el posible uso del cromato de plata como catalizador para la degradación fotocatalítica de contaminantes orgánicos en aguas residuales. Aunque las nanopartículas de Ag2CrO4 resultan efectivas para este propósito, la alta toxicidad del cromo(VI) para los humanos y el medio ambiente requiere procedimientos complejos adicionales para la contención del cromo del catalizador, que debe evitarse que pase a las aguas residuales tratadas.

### Baterías de litio
Las baterías Li-Ag2CrO4 son un tipo de baterías de Li-metal desarrolladas a principios de la década de 1970 por Saft, en las que el cromato de plata sirve como cátodo, el litio metálico como ánodo y una solución de perclorato de litio como electrolito.Este tipo de baterías de cromato de litio y plata han encontrado una amplia aplicación en dispositivos de marcapasos implantados.